# محوطه چشمه غلامی ۲
محوطه چشمه غلامی ۲ مربوط به سده‌های میانه دوران‌های تاریخی پس از اسلام است و در شهرستان گیلانغرب، دهستان گواور، غرب و چسبیده به روستای چشمه غلامی واقع شده و این اثر در تاریخ ۲۷ اسفند ۱۳۸۶ با شمارهٔ ثبت ۲۲۳۳۲ به‌ عنوان یکی از آثار ملی ایران به ثبت رسیده است.